# خور گالک
خور گالک یک خور در دریای عمان در نزدیکی زرآباد در استان سیستان و بلوچستان است. عمق خور حدود ۹ متر برآورد می‌شود.
خور کرتی که بزرگ‌ترین خور خاورمیانه است، در ۱۵ کیلومتری غرب این خور قرار دارد.